# 奥尔兴
奥尔兴（德語：Olching，發音：[ˈɔlçɪŋ]）是德国巴伐利亚州上巴伐利亚行政区菲斯滕费尔德布鲁克县的城市，总面积29.92平方千米，2023年12月31日总人口为28,052人。

## 友好城市
- 法國 弗尔
- 波蘭 图霍拉乡（英语：Gmina Tuchola）